# Theo Hauser
Theo Hauser (18 de septiembre de 2003) es un deportista austríaco que compite en ciclismo, en las modalidades de montaña (campo a través) y ruta.
Ganó una medalla de plata en el Campeonato Mundial de Ciclismo por Eliminación de 2025 y una medalla de oro en el Campeonato Europeo de Ciclismo de Montaña de 2024.

## Medallero internacional
| Campeonato Mundial | Campeonato Mundial      | Campeonato Mundial | Campeonato Mundial |
| Año                | Lugar                   | Medalla            | Competición        |
| ------------------ | ----------------------- | ------------------ | ------------------ |
| 2025               | Sakarya (Turquía)       | Medalla de plata   | Eliminación        |
| Campeonato Europeo |                         |                    |                    |
| Año                | Lugar                   | Medalla            | Competición        |
| 2024               | Gibraltar (Reino Unido) | Medalla de oro     | Eliminación        |